# Желтобрюхий астрильд
Желтобрюхий астрильд, или серогру́дый астри́льд (лат. Coccopygia melanotis) — птица семейства вьюрковых ткачиков отряда воробьинообразных.

## Внешний вид
Длина тела 9-10 см. Существует четыре географические формы, отличающиеся расцветкой отдельных частей оперения. У самца номинативной, наиболее распространённой формы верх головы и шея тёмно-серые, спина и кроющие крыла оливково-жёлто-зелёные, надхвостье и верхние кроющие хвоста оранжевые, а рулевые — чёрные. Уздечка, щёки, кроющие уха, борода и верх горла чёрные. Боковые стороны шеи и зоб беловато-серые, середина брюшка и нижние кроющие хвоста светло-охристо-жёлтые. Крыло светло-оливково-зелёного цвета с красно-оранжевым оттенком на больших кроющих, а на главных маховых с жёлто-оранжевой каймой. Надклювье чёрное, подклювье красное, ноги коричневые.
У птиц второй формы середина брюха и нижние кроющие хвоста чисто-белого цвета. Птицы третьей формы отличаются от птиц номинативной формы тем, что у них стороны головы и горло светло-серые, спина и крылья чистого оливково-зелёного цвета с мелкими тёмными поперечными полосками. Середина брюшка ярко оранжево-жёлтого цвета, бока — серовато-зелёные. Птицы четвёртой формы отличаются светло-серым теменем, лимонно-жёлтым без оранжевого оттенка брюшком и светло-красным надхвостьем.
У самки стороны головы серые, горло белое, нижняя часть тела грязно-жёлтая. Остальное оперение такое же, как у самца.

## Распространение
Обитают от Эфиопии до Зимбабве и ЮАР. Птицы второй формы обитают в западной части Анголы; третьей — в Уганде, Кении, Руанде, Бурунди, Танзании и в восточных районах Демократической Республики Конго вдоль озёр Танганьика и Киву; четвёртой, самой северной, — в юго-восточном Судане и Эфиопии.

## Образ жизни
Населяют холмистые и горные местности до высоты 1800—2300 м над ур. моря. Держатся на окраинах лесов, расположенных на солнечных склонах, в кустарнике у водных потоков или вблизи человеческого жилья. Во время гнездования живут парами, в остальное время собираются в маленькие стайки. Между собой общаются тихим и слабым «си», а в раздражении издают короткое и отрывистое «цик», при повторном сигнале — «цик-цик-цик». Серогрудые астрильды очень любят купаться. Они купаются по нескольку раз в день.

## Размножение
Гнездовой период в октябре-ноябре. Гнёзда строят в густом кустарнике или в ветвях деревьев на высоте от 2,5 до 5 м. Шарообразные или бутылкообразные гнёзда с просторным боковым летком плетут из трав и выстилают мягкими растительными волокнами и перьями. Когда гнездо построено, самец токует на ветке, поскакивая со стебельком в клюве. В насиживании принимают участие оба родителя. Птенцы появляются через 12 дней. Они чернокожие, поросшие длинным серым пухом.